# 查莱碉

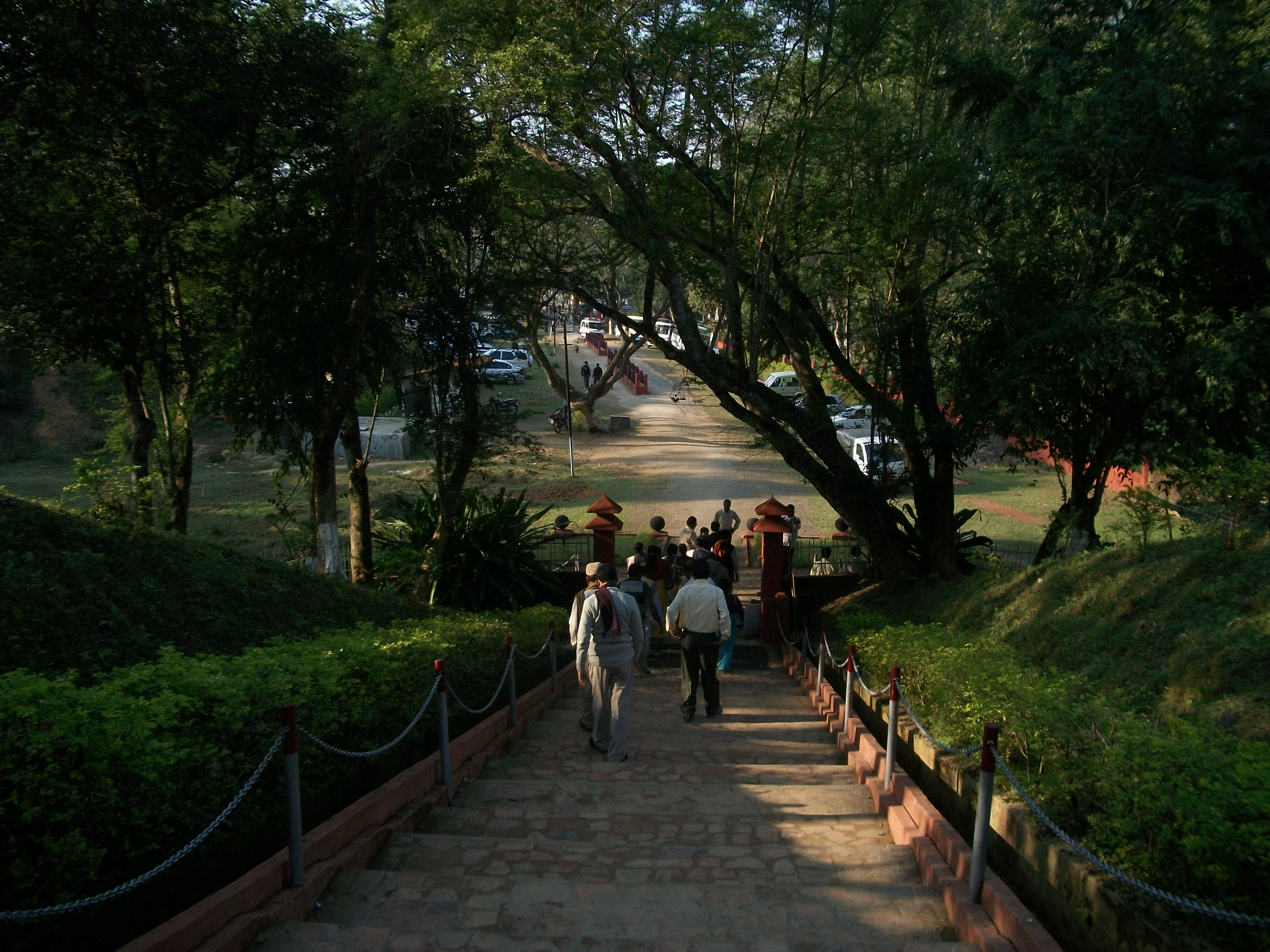
查莱碉

查萊碉（Charaideo 或 Che-Rai-Doi，阿洪姆語字面意思：山丘上的閃亮城市）是位於印度阿薩姆邦Charaideo區一個歷史悠久的城鎮。該城鎮由阿洪姆王朝蘇卡法國王於西元1253年建立，作為阿洪姆王國最初的首都。

## 參看
- 馬伊達姆